# Rhyphelia variegata
Rhyphelia variegata är en spindelart som beskrevs av Simon 1902. Rhyphelia variegata ingår i släktet Rhyphelia och familjen hoppspindlar. Inga underarter finns listade i Catalogue of Life.